# جمعة إنقاذ بنغازي
جمعة إنقاذ بنغازي هي مظاهرة واحتجاجات حاشدة لما يزيد عن 30.000 ليبي في مدينة بنغازي، نُظمت في 21 سبتمبر 2012 منددة بالمليشيات المسلحة في المدينة والتي لا تتبع القوات المسلحة الليبية النظامية.
جاءت هذه المظاهرة بعد مقتل السفير الأمريكي أثناء تواجده بقنصلية بلاده في المدينة، بغرض افتتاح المركز الثقافي الأمريكي هناك. وكان الاستياء العام من المليشيات وخاصة ميليشيا أنصار الشريعة التي توصف بالمتطرفة، وكذلك مليشيات أخرى ذات توجهات سياسية مماثلة مثل كتيبة راف الله السحاتي، دافعاً للمتظاهرين لوضع حد يكفل الأمن والاستقرار لليبيا. وقد قامت القوات الجوية الليبية بتوجيه الدعم للمتظاهرين عندما قامت باستعراضات جوية فوق المتظاهرين، كما أمّنت المتظاهرين قوات الصاعقة وشرطة بنغازي.

## قتلى وجرحى
بعد انتهاء تجمع المتظاهرين في ساحة الكيش، اتجه المئات منهم إلى مقار «كتيبة أنصار الشريعة» وأرغموها على الانسحاب وإخلاء مواقعها ، وتوجهوا بعدها لمقر «كتيبة راف الله السحاتي» وأمام هذه الكتيبة سقط عدد من القتلى والجرحى  وصل عددهم إلى 11 قتيلاً ونحو 15 جريح بعد أن قام أفراد كتيبة راف الله السحاتي بإطلاق النار على المتظاهرين بشكل عشوائي. هذا وقد قامت كتيبة أنصار الشريعة بإخلاء مواقعها دون أن تتعرض للمتظاهرين، وكان انسحابها سلميا بعد أن أرغمتها حشود المتظاهرين على الانسحاب من مقراتها بوسط المدينة، ووصف ذلك من قبل الكثير من المهتمين بالشأن الليبي بأنه (انتصار للدولة المدنية في ليبيا). تم استغلال حادثة سقوط الضحايا من قبل بعض التيارات السياسية التي تعتبر محسوبة على الإخوان المسلمين «المسيطرين» على هذه الكتيبة «كتيبة راف الله السحاتي» والحكومة في «تخوين» المتظاهرين ومن دعى للتظاهر في هذه الجمعة بل وتهديد القائمين عليها من خلال الإعلام التابع لهم وتصريحات سياسيي الإخوان المسلمين فرع ليبيا، بالرغم من موقف الحكومة الداعم لهذا الحراك ومشاركة العديد من الشخصيات السياسية العامة وبعض أعضاء المؤتمر الوطني العام عن مدينة بنغازي وإشادة العديد من المحللين العسكرين والمهتمين بالشأن الليبي بهذه المظاهرة وأثرها على الحياة السياسية والعسكرية والأمنية في ليبيا.
أدانت بعض الشخصيات السياسية المحسوبة على التيار الإسلامي، مثل إبراهيم صهد[بحاجة لمصدر]، إضافة لأعضاء في المؤتمر الوطني العام وكذلك مفتي ليبيا الصادق الغرياني ونائبه المظاهرة ودعوا لعدم الخروج بها.
أعلنت السلطات الليبية بعد «جمعة إنقاذ بنغازي» بتعيين ضباط جيش محترفين على رأس كتيبة راف الله السحاتي وكتيبة 17 فبراير لتنضمان بذلك إلى الجيش الليبي.[بحاجة لمصدر]